# Felix Schadow
Pour les articles homonymes, voir Schadow.
Felix Schadow, né le 21 juin 1819 à Berlin et mort le 25 juin 1861 dans la même ville, est un peintre allemand. Il est le fils de Johann Gottfried Schadow et le demi-frère de Wilhelm von Schadow et de Rudolf Schadow.

## Biographie
Felix Schadow naît le 21 juin 1819 à Berlin. Fils de Johann Gottfried, il est le demi-frère de Rudolf et Wilhelm,.
Felix est le troisième enfant de Caroline Henriette Rosenstiel (1784-1832), fille de Friedrich Philipp Rosenstiel (de).
Son père l'encourage très tôt en tant qu'artiste et il fréquente souvent son atelier dans l'arrière-cour de la Schadowstraße, où il apprend aussi avec ses assistants et ses élèves.
En 1835, il fait quelques voyages avec son père à Leipzig. Julius Hübner est son professeur en 1838/1839. Felix s'installe à Dresde en 1840. Élève de Bendemann à l'académie de cette ville, il y étudie jusqu'en 1843, où son œuvre Le Christ chez Marthe et Marie (aujourd'hui exposée au château de Charlottenbourg) est créée. Il s'inspire du tableau Le Christ dans la maison de Marthe et Marie peint par Johannes Vermeer.
Le 22 février 1852, il épouse Eugénie D'Alton-Rauch, fille de Johann Samuel Eduard D'Alton et de Charlotte Amalie Agnes Rauch et petite-fille du sculpteur Christian Daniel Rauch. 

### Enfants
- Gottfried Schadow, né le 18 janvier 1853 (mariage avec Gertrud Emma Dick)
- Richard Schadow, né le 18 juin 1855
- Gertrud Bertha Helene Schadow, née le 14 août 1856
- Adelheid Emma Henriette Schadow, née le 12 octobre 1858 (mariage avec Georg Kaibel)
- Bertha Pauline Agnes Schadow, née le 18 mai 1860
- Paul Rudolf Georg Schadow, né le 18 mai 1860

### Mort
Felix Schadow meurt le 25 juin 1861 dans sa ville natale. Il est inhumé au cimetière de Dorotheenstadt à Berlin-Mitte. Sa tombe est située près de celle de son père.

## Œuvres

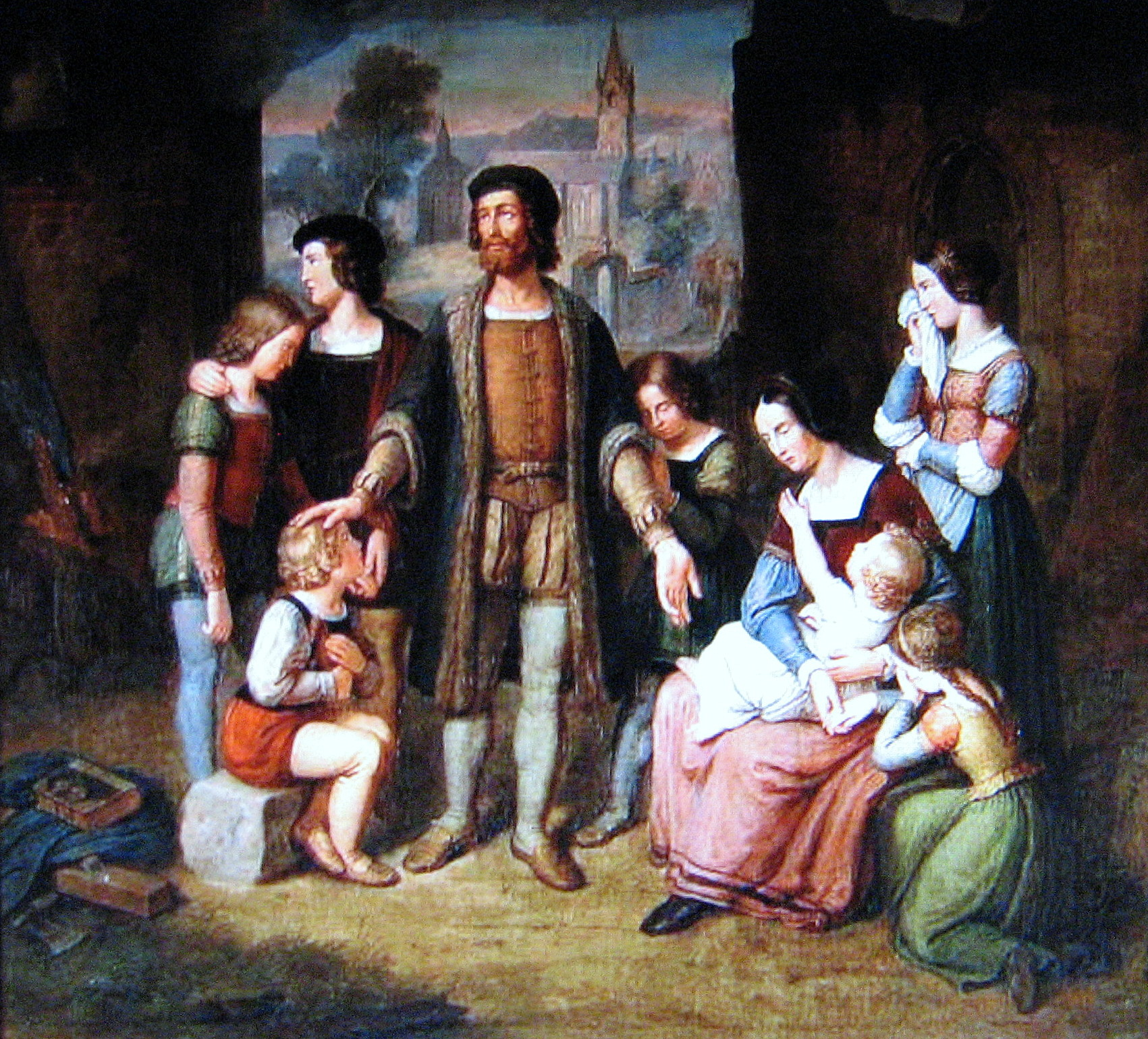
Familie vor brennender Ruine

- Des jungen Tobias Verlobung mit Sarah, der Tochter Reguels, 1841
- Le Christ chez Marthe et Marie[1], huile sur toile, Dresde, 1841
- Familie vor brennender Ruine. huile sur toile, non signé
- Enfants jouant au cerf volant[1]
- Die Schmückung der Braut[2]